# C. S. Pacat
C. S. Pacat (Melbourne, Australia) es una escritora australiana, principalmente conocida por su trilogía de libros Captive Prince, publicada por Penguin Random House entre 2015 y 2016.

## Biografía

### Primeros años
C. S. Pacat nació en la ciudad de Melbourne, Australia, y estudió en la Universidad de Melbourne. En su juventud Pacat vivió en varias ciudades, incluyendo Perugia, donde asistió a la Universidad de Perugia, y en Tokio, donde vivió durante cinco años. Pacat comenzó a escribir la trilogía de Captive Prince mientras trabajaba como traductora y entrenaba como geóloga.

### Carrera
La primera novela de Pacat, Captive Prince, comenzó a serializarse como una serie en línea y pronto se volvió popular. La novela fue autopublicada en febrero de 2013 por Pacat, pero los derechos fueron luego adquiridos por Penguin Random House y publicadas comercialmente en abril de 2015 en varios países. Una secuela, Prince's Gambit, fue lanzada en julio de 2015, mientras que la novela final, Kings Rising, lo fue en febrero de 2016.
En 2017, Pacat anunció el lanzamiento de una nueva serie de cómics llamada Fence, la cual trata sobre el mundo de la esgrima.
En 2019, Pacat anunció el lanzamiento de una nueva trilogía, Dark Rise, cuyo primer volumen será publicado el 29 de septiembre de 2021.

### Trilogía deCaptive Prince
- Captive Prince (Penguin Random House, 7 de abril de 2015)
- Prince's Gambit (Penguin Random House, 7 de julio de 2015)
- Kings Rising (Penguin Random House, 2 de febrero de 2016)

#### Historias cortas
- Green but for a Season (20 de septiembre de 2016)
- The Summer Palace (5 de enero de 2017)
- The Adventures of Charls, the Veretian Cloth Merchant (3 de mayo de 2017)
- Pet (6 de enero de 2018)[7]

### FenceSeries
- Fence Vol. 1 (31 de julio de 2018)
- Fence Vol. 2 (15 de enero de 2019)
- Fence Vol. 3 (23 de abril de 2019)
- Fence Vol. 4